# رشال قصير
رشال قصير (الاسم العلمي: Hydrocynus brevis ) (بالإنجليزية: Tiger-fish)‏ هو نوع من الأسماك يتبع جنس الرشال من فصيلة أسماك الراي.